# Aporter
Aporter – typ psa utworzony w XIX wieku w Wielkiej Brytanii, używany w myślistwie do aportu drobnej zwierzyny – ptaków (w Polsce głównie kaczek i bażantów) oraz królików i zajęcy. Aportery to psy stosunkowo duże i silne, o szacie chroniącej przed zimnem i przemakaniem, wytrwałe w poszukiwaniu zastrzelonej zwierzyny.
Poza myślistwem aportery często używane są w sportach polegających na przynoszeniu bezkrwawego aportu, tzw. dummy.
Ze względu na łagodny charakter oraz wrodzoną potrzebę współpracy z człowiekiem większość ras psów zaliczanych do aporterów dobrze spisuje się jako psy ratownicze oraz psy pomocnicy, są także popularnymi psami domowymi.

## Rasy zakwalifikowane do aporterów
- Chesapeake Bay retriever
- curly coated retriever
- flat coated retriever
- golden retriever
- labrador retriever
- Nova Scotia duck tolling retriever